# Henry J. Leir
Henry J. Leir (született Heinrich Hans Leipziger) (Beuthen, 1900. január 28. – Manhattan, 1998. július 14.) német-zsidó származású luxemburgi-amerikai üzletember és sci-fi-író. A második világháború előtt fontos szerepe volt Luxemburg gazdasági fejlődésében.

## Élete
A sziléziai Beuthenben született zsidó családba. 1933-ban feleségével Luxemburgba költöztek, ahol megalapította a Société Anonyme des Minerais vállalatot. 1939-ben vette fel a Henry J. Leir nevet. 1939 decemberében az Amerikai Egyesült Államokba költözött. A később amerikai állampolgárságot is kapó Leir segített kiépíteni a jó kapcsolatot az USA és Luxemburg között, előbbinek az elnöke, Franklin D. Roosevelt luxemburgi ősökkel is rendelkezett.